# Maják Rukkirahu
Maják Rukkirahu (estonsky: Rukkirahu tuletorn) stojí na ostrově Rukkirahu v obci Ridala v kraji Läänemaa v Baltském moři v Estonsku.
Maják je ve správě Estonského úřadu námořní dopravy (Veeteede Amet, EVA), kde je veden pod registračním číslem 482.

## Historie
Maják se nachází dva kilometry od přístavu Rohuküla (Ruke-Rag), pomáhá navádět lodi, které proplouvají úžinami Voosi a Hari do přístavů Heltermaa, Rohuküllaa a Haapsalu a mimo mělčiny kolem ostrova. V roce 1916 byla prohloubena plavební dráha mezi ostrovy Hiiumaa a pevniniou (Rohuküla–Heltermaa). Maják Rukkirahu tvoří s majáky Hobulaiu náběžné majáky.
První maják ve tvaru čtyřboké pyramidy o výšce 11 metrů byl postaven v roce 1860. Světlo ve výšce 12 metrů bylo viditelné do 7 nm. V roce 1895 byla postavena nová věž. V roce 1922 byla věž vysoká 17 metrů bez lucerny. V roce 1925 byl maják vybaven acetylénovou lampou. Světlo ve výšce 19 m n. m. bylo viditelné do vzdálenosti 9 nm. Už v té době bylo světlo sektorové. V roce 1940 byl postaven současný maják, který byl vybaven acetylénovou automatickou lampou. V devadesátých letech byl maják napájen elektřinou vyráběnou v radioizotopovém termoelektrickém generátoru. V roce 1993 byl nahrazen slunečními panely.

## Popis
Válcová železobetonová věž vysoká 18 metrů je ukončená ochozem s lucernou. Maják má bílou barvu. Lucerna je vysoká 1,8 metrů. V roce 2015 byla instalována nová svítilna.

## Data
zdroj
- výška světla 18 m n. m.
- dosvit 6 námořních mil
- záblesky bílého a červeného světla v intervalu 6 sekund

| Barva                               | bílá     | červená   | bílá      | bílá      | červená   | bílá      | červená  |
| Charakteristika 0,3s+0,9s+0,3s+4,5s |          |           |           |           |           |           |          |
| Azimut                              | 14°–104° | 104°–194° | 194°–211° | 211°–216° | 216°–243° | 243°–183° | 183°–14° |
| Výseč                               | 90°      | 90°       | 17°       | 5°        | 27°       | 40°       | 91°      |
| Dosvit [nm]                         | 6        | 6         | 6         | 6         | 6         | 6         | 6        |
| svítivost [cd]                      | 400      | 400       | 400       | 2000      | 400       | 400       | 400      |
| zdroj                               |          |           |           |           |           |           |          |

označení
- Admiralty: C3652.1
- ARLHS: EST-073
- NGA: 12588.1
- EVA 482